# 坦尚尼亞奧林匹克委員會
坦桑尼亞奧林匹克委員會（Tanzania Olympic Committee）是坦桑尼亞的國家奧林匹克委員會。該組織成立於1968年，是國際奧林匹克委員會和非洲國家奧林匹克委員會聯合會的成員。1968年，首次以坦桑尼亞的名義參加在墨西哥城舉辦的夏季奧運會。
現時，坦桑尼亞奧林匹克委員會的總部設在首都達累斯薩拉姆，會長是Mr Gulam Abdulla。

## 資料來源
1. ↑  .   [2014-05-08]. （原始内容存档于2009-01-06）.